# Riscadinha de Palmela
Riscadinha de Palmela es el nombre de una variedad cultivar de manzano (Malus domestica).
Es una variedad de manzana Denominación de Origen Protegida (DOP) desde el 20 de noviembre de 2013. Presenta tamaño mediano a grande, con chapas de color rojo, de maduración otoñal con un aroma intenso.

## Sinonimia
- "Maçã Riscadinha de Palmela"

## Historia
'Riscadinha de Palmela' es una variedad de manzana que apareció en el siglo XIX, en el lugar de Barris, en el municipio de Palmela. Desde la década de 1920, del siglo XX, con el corte de los arbustos, el cultivo de la vid en asociación con el manzano se expandió al área de Lau y Algeruz, lo que también condujo a un aumento en la producción de manzanas 'Riscadinha de Palmela'. Fue en esta área que la Manzana Riscadinha de Palmela comenzó a ganar notoriedad, debido a su adaptación al lugar y las cualidades organolépticas. Con la reducción en las exportaciones a Inglaterra de la manzana 'Espelho', la manzana 'Riscadinha Palmela' la sobrepasó en aceptación, debido a sus características de sabor, que es más ácida.
Desde el 20 de noviembre de 2013, 'Riscadinha de Palmela' tiene una Denominación de Origen Protegida (DOP) definida en la legislación de la Unión Europea (UE). Solo las manzanas que pueden clasificarse en las categorías “Extra”, I y II pueden clasificarse como manzanas “Riscadinha de Palmela”, con un tamaño mínimo permitido de 60 mm.

## Características
El manzano de la variedad 'Riscadinha de Palmela' tiene un vigor fuerte a muy fuerte; porte semi erecto; tubo del cáliz variado, en embudo triangular o cónico alargado, y con los estambres insertos insertos por debajo de su mitad.
La variedad de manzana 'Riscadinha de Palmela' tiene un fruto de tamaño mediano a grande; forma globosa, ventruda y aplastada por los dos polos, más ancha que alta, presenta contorno irregular; piel mate; con color de fondo amarillo verdoso, con importancia del sobre color medio, siendo el color del sobre color rojo, siendo su reparto en chapa/rayas, con chapa rojo granate y sobre la misma estriado de tono más oscuro dejando ver el color del fondo de un amarillo verdoso y escala verde amarillenta percibiéndose en una zona más o menos amplia de la cavidad peduncular (los frutos producidos dentro del área geográfica definida presentan rayas más intensas), acusa punteado abundante, muy visible, mediano, de color del fondo entremezclado con alguno ruginoso,, y una sensibilidad al "russeting" (pardeamiento áspero superficial que presentan algunas variedades) débil; pedúnculo corto, leñoso y de grosor medio a notable, anchura de la cavidad peduncular es media, profundidad de la cavidad pedúncular es profunda, formando cubeta con ruginoso desde el fondo, con bordes ondulados, y con importancia del "russeting" en cavidad peduncular medio; anchura de la cavidad calicina amplia, profundidad de la cav. calicina poco profunda, bordes ligeramente mamelonados ondulados, y con importancia del "russeting" en cavidad calicina débil; ojo pequeño, cerrado, semiabierto; sépalos largos, triangulares, carnosos y tomentosos en su base.
Se distingue de todas las demás variedades por el aroma de sus frutas y sus cualidades de sabor únicas. Tiene una pulpa verdosa, dulce y acidulada, muy jugosa y aromática; a veces tiene manchas translúcidas (y en este caso se llama "aceite de oliva"), una característica menos frecuente en las frutas obtenidas en otras regiones.
La manzana 'Riscadinha de Palmela' es conocida por su excelente y característico sabor, por su uso para perfumar casas, por su aroma intenso e inconfundible, así como por su amplia inclusión en la receta gastronómica regional. Tiene pues uso mixto así se usa tanto como manzana de mesa fresca, como para repostería.

## Cultivo
El área geográfica de producción definida está naturalmente limitada a las parroquias de Canha, Santo Isidro de Pegões, en el municipio de Montijo, a las parroquias de Marateca, Palmela, Pinhal Novo, Poceirão y Quinta do Anjo, en el municipio de Palmela, así como las parroquias de Gâmbia - Pontes - Alto da Guerra y São Sebastião, en el municipio de Setúbal.